# Damir Memović
Damir Memović (sinh 19 tháng 1 năm 1989), là một cầu thủ bóng đá chuyên nghiệp người Serbia thi đấu ở vị trí hậu vệ.

## Sự nghiệp
Ngày 31 tháng 7 năm 2015, Memović được giới thiệu là tân binh của câu lạc bộ Gandzasar Kapan ở Giải bóng đá ngoại hạng Armenia. Sau khi gia nhập Zvijezda 09 vào tháng 9 năm 2018, anh lại rời câu lạc bộ vào cuối năm, khi hợp đồng hết hạn.
Năm 2019, anh chuyển đến Việt Nam thi đấu cho Sông Lam Nghệ An. Trong màu áo Sông Lam Nghệ An, Memovic thi đấu trọn vẹn 25/26 trận tại V.League 2019, ghi 1 bàn thắng và giúp đội bóng giữ sạch lưới 11 trận. Dù là một trung vệ nhưng cả mùa anh chỉ phải nhận 4 thẻ vàng và chưa từng bị truất quyền thi đấu.
Sau khi mùa giải 2019 khép lại, anh đã quyết định nói lời chia tay đội bóng xứ Nghệ để chuyển đến đầu quân cho Hoàng Anh Gia Lai.
Vào ngày 1 tháng 3 năm 2022, Memović được câu lạc bộ SHB Đà Nẵng chiêu mộ để thay thế cho trung vệ đồng hương Ivan Maric.

## Danh hiệu
Gandzasar Kapan
- Cúp quốc gia Armenia: 2017–18